# Israel ved sommer-OL 2016
Israel deltog i sommer-OL 2016 i Rio de Janeiro, som blev arrangeret i perioden 5. august til 21. august 2016. Det er 16. gang at landet deltager ved de olympiske sommerlege.

## Medaljer
| 2016 Rio de Janeiro | Guld | Sølv | Bronze | Total |
| Israel              | 0    | 0    | 2      | 2     |

### Medaljevinderne
| Israel under sommer-OL 2016 i Rio de Janeiro | Israel under sommer-OL 2016 i Rio de Janeiro | Israel under sommer-OL 2016 i Rio de Janeiro | Israel under sommer-OL 2016 i Rio de Janeiro | Israel under sommer-OL 2016 i Rio de Janeiro |
| Medalje                                      | Navn                                         | Sport                                        | Event                                        | Dato                                         |
| -------------------------------------------- | -------------------------------------------- | -------------------------------------------- | -------------------------------------------- | -------------------------------------------- |
| Bronze                                       | Yarden Gerbi                                 | Judo                                         | 63 kg kvinder                                | 9. august                                    |
| Bronze                                       | Or Sasson                                    | Judo                                         | +100 kg mænd                                 | 12. august                                   |

## Svømning

### Resultater
| Dato      | Disciplin       | H/D    | Udøver                                             | Indledende heat | Indledende heat | Semifinale          | Semifinale          | Finale              | Finale              |
| Dato      | Disciplin       | H/D    | Udøver                                             | Tid             | Placering       | Tid                 | Placering           | Tid                 | Placering           |
| --------- | --------------- | ------ | -------------------------------------------------- | --------------- | --------------- | ------------------- | ------------------- | ------------------- | ------------------- |
| 6. august | 400 m IM        | Herrer | Gal Nevo                                           | 4:18,29         | 19              | N/A                 | N/A                 | ude af konkurrencen | ude af konkurrencen |
| 6. august | 100 m butterfly | Damer  | Amit Ivry                                          | 59,42           | 26              | ude af konkurrencen | ude af konkurrencen | ude af konkurrencen | ude af konkurrencen |
| 6. august | 4x100 m fri     | Damer  | Keren Siebner Zohar Shikler Amit Ivry Andrea Murez | 3:41,91         | 16              | N/A                 | N/A                 | ude af konkurrencen | ude af konkurrencen |